# Eurodryas scotica
Eurodryas scotica är en fjärilsart som beskrevs av Robson 1880. Eurodryas scotica ingår i släktet Eurodryas och familjen praktfjärilar. Inga underarter finns listade i Catalogue of Life.